# Engenho Velho
Engenho Velho este un oraș în Rio Grande do Sul (RS), Brazilia.